# 블러드, 스웨트 & 티어스
블러드, 스웨트 & 티어스(Blood, Sweat & Tears)는 1967년 뉴욕에서 결성된 재즈 록 음악 그룹이다. 그들은 브라스와 록 밴드의 조합으로 유명하다. 이 그룹은 로라 니로, 제임스 테일러, 더 밴드, 롤링 스톤스, 빌리 홀리데이, 에릭 사티와 같은 록/포크 싱어송라이터들의 노래를 녹음했다. 그들은 또한 셀로니어스 몽크와 세르게이 프로코피예프의 음악을 그들의 편곡에 포함시켰다.
그들이 시작한 이래로, 밴드는 다양한 인사들과 수많은 반복을 거쳤고 많은 음악 스타일을 아우르고 있다. 이 밴드는 록, 블루스, 팝, 호른 편곡, 재즈 즉흥 연주가 "재즈 록"으로 알려지게 된 하이브리드에 융합된 것으로 가장 유명하다. "재즈 퓨전" 밴드는 악기 시설의 가상 디스플레이와 일부 전기 악기를 실험하는 경향이 있는 것과 달리 블러드, 스웨트 & 티어스의 곡들은 록, 팝, R&B/솔의 스타일을 빅 밴드와 융합하는 동시에 20세기 클래식과 작은 캄보 재즈 전통의 요소를 더했다.

## 알 쿠퍼 시대
알 쿠퍼, 짐 필더, 프레드 립시우스, 랜디 브레커, 제리 와이스, 딕 핼리건, 스티브 캣츠, 바비 콜롬비가 오리지널 밴드를 결성했다. 이 그룹의 창단은 버킹엄스와 제임스 윌리엄 게리오의 "브라스 록" 아이디어와 1960년대 초반 룰렛 시대의 메이너드 퍼거슨 오케스트라에서 영감을 받았다.
알 쿠퍼는 이 그룹의 초기 밴드 리더로, 평등주의 단체로 조직된 스티브 캣츠와의 이전 밴드인 블루스 프로젝트에서의 경험을 바탕으로 이 자리를 고집했다. 짐 필더는 프랭크 자파의 마더스 오브 인벤션 출신으로 버펄로 스프링필드에서 잠시 활약하였다. 밥 딜런, 지미 헨드릭스 등의 다양한 역사적인 세션에 대한 높은 인지도를 가진 기여자로서의 쿠퍼의 명성은 60년대 중반의 음악적 반문화에서 블러드, 스웨트 & 티어스가 두드러진 데뷔의 기폭제가 되었다.

## 음반 목록

### 스튜디오 음반
- Child Is Father to the Man (1968년)
- Blood, Sweat & Tears (1968년)
- Blood, Sweat & Tears 3 (1970년)
- Blood, Sweat & Tears 4 (1971년)
- New Blood (1972년)
- No Sweat (1973년)
- Mirror Image (1974년)
- New City (1975년)
- More Than Ever (1976년)
- Brand New Day (1977년)
- Nuclear Blues (1980년)